# Noals
Noals (Noales en castellà) és un poble de la comarca aragonesa de la Ribagorça. Pertany al municipi de Montanui. És a 1028 msnm, a l'esquerra de la Valira de Castanesa. L'església és dedicada a Santa Maria i és de construcció moderna, de l'any 1946. L'església de Benifonts depèn d'aquesta. Primer, el poble es deia Novals, després Noalls i finalment Noals. Formava municipi independent a mitjans s. XIX.
L'any 2012 va patir un gran incendi.

## Dades de població
Tenia 18 habitants en 1980 i 42 habitants en 1991. Després d'aquest increment el nombre d'habitants s'ha estabilitzat. També la seua població l'any 2006 era de 42 habitants.

## Imatges de Casa Llivernal

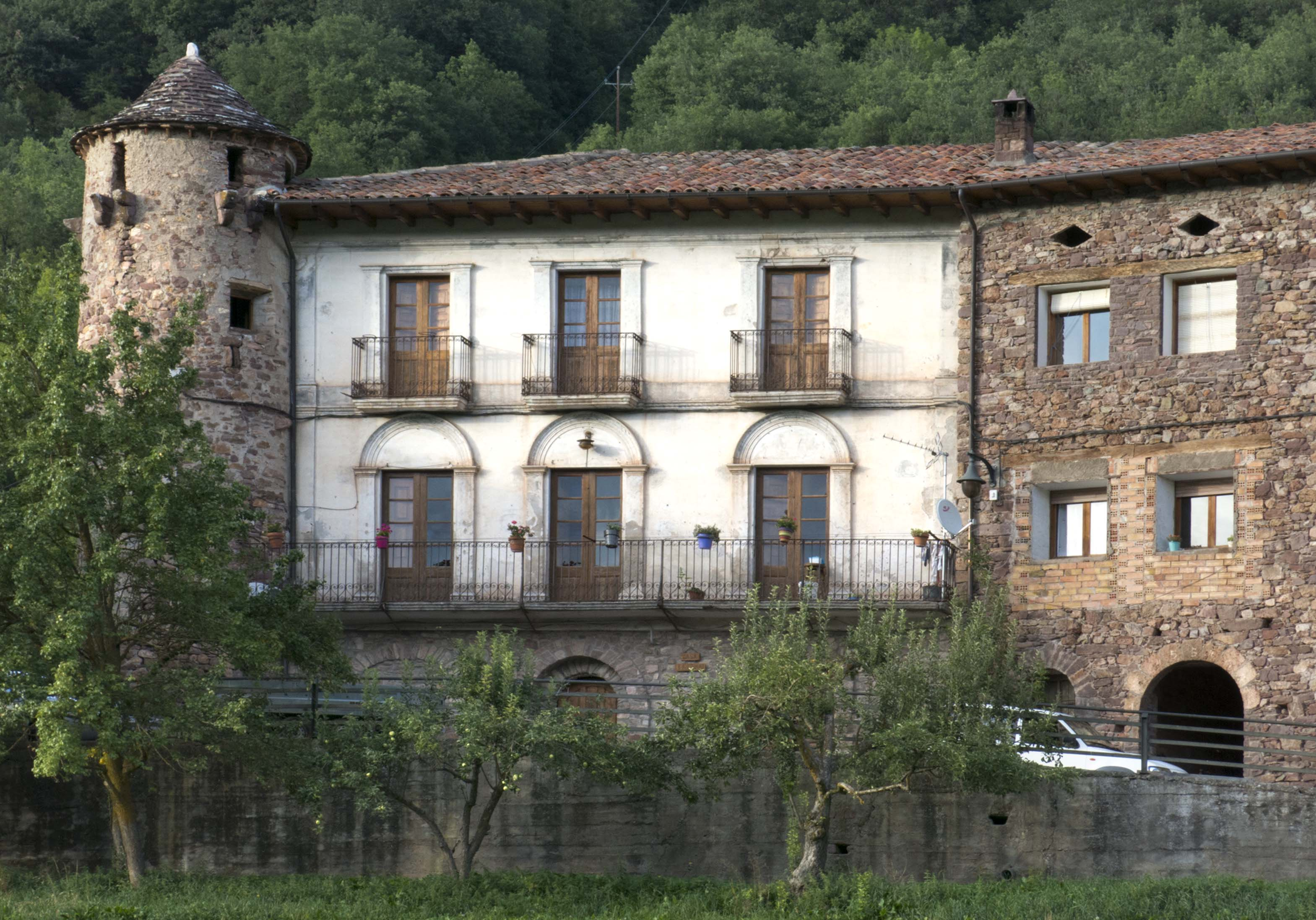
Casa Llivernal amb torre circular, a Noals, Ribagorça
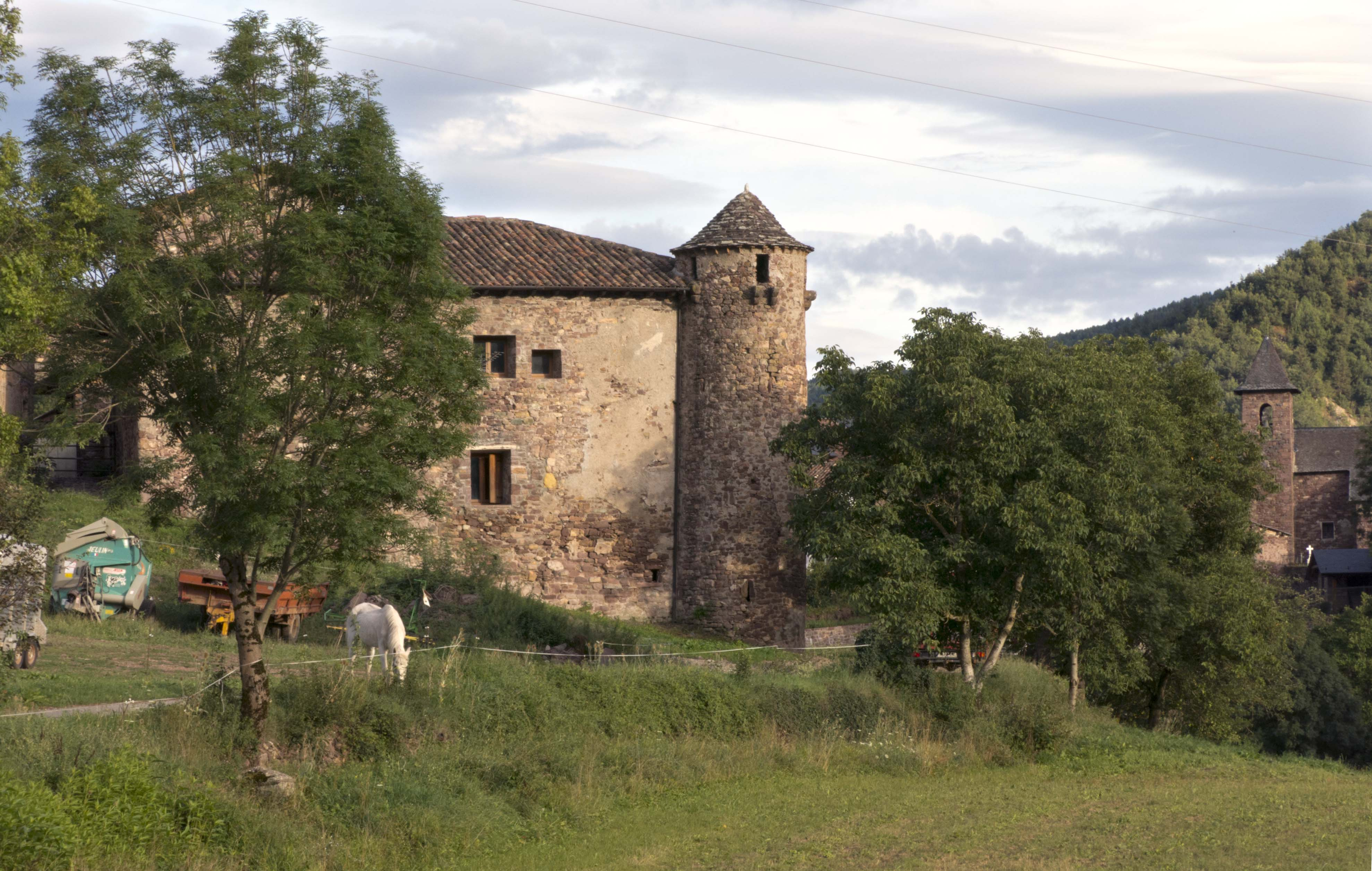
Casa Llivernal, amb la torre de l'església de Noals